# Långskär (vid Äpplö, Houtskär)
Långskär är en ö i Finland. Den ligger i Skärgårdshavet vid Äpplö i Houtskär i kommunen Pargas i landskapet Egentliga Finland, i den sydvästra delen av landet. Ön ligger omkring 59 kilometer väster om Åbo och omkring 210 kilometer väster om Helsingfors.
Öns area är 6,2 hektar och dess största längd är 460 meter i sydöst-nordvästlig riktning.